# Ultraleichtfluggelände Linnich-Boslar

i7
i11
i13
Das Ultraleichtfluggelände Linnich-Boslar liegt im Stadtteil Boslar der Stadt Linnich im Kreis Düren in Nordrhein-Westfalen. Der Platzhalter und Betreiber ist der Ultraleichtflug-Club Linnich e. V.

## Lage
Das Ultraleichtfluggelände liegt etwa 5 km südöstlich von Linnich.

## Flugbetrieb
Das Ultraleichtfluggelände besitzt eine Betriebsgenehmigung für dreiachsgesteuerte Ultraleichtflugzeuge, Tragschrauber, Trikes, Motorschirme und Hängegleiter. Hängegleiter starten per  Ultraleichtflugzeugschlepp. Das Ultraleichtfluggelände ist mit einer 385 m langen und 20 m breiten Start- und Landebahn aus Gras (Richtung 06/24) ausgestattet. Nicht am Platz ansässige Luftfahrzeuge benötigen eine vorherige Genehmigung des Platzhalters, um in Linnich-Boslar starten und landen zu dürfen (PPR).

## Geschichte
Das Ultraleichtfluggelände Linnich-Boslar wurde 1994 genehmigt.